# Filosofia de la intel·ligència artificial
La filosofia de la intel·ligència artificial és la branca de la filosofia de la ciència que s'ocupa dels problemes filosòfics relacionats amb la intel·ligència artificial (IA) com ara els següents:
- Pot actuar de forma intel·ligent una màquina? Podria resoldre els problemes que els humans saben resoldre pensant?
- Una màquina, pot tenir ment, estats mentals i consciència de la mateixa manera que un humà? Pot tenir sentiments?
- La intel·ligència humana i la intel·ligència de les màquines són equiparables? El cervell humà és essencialment una computadora?

Aquestes tres qüestions exemplifiquen els interessos, en part divergents, de tres tipus d'investigadors interessats en la filosofia de la intel·ligència artificial: els desenvolupadors de la IA, els filòsofs i els científics cognitius, respectivament. D'altra banda, les respostes depenen en gran manera de com es defineixi les nocions d'"intel·ligència", "consciència", "ment" i "sentiments", i de quin tipus de "màquines" es prenguin en consideració.
Les possibles respostes a aquestes qüestions inclouen tesis rellevants de la filosofia de la IA com ara:
- Test de Turing: Una màquina és intel·ligent si, pel que fa a una activitat que típicament requereix la intel·ligència humana, té un comportament indistingible del d'un ésser humà[2]
- Proposta de Dartmouth: "Tot aspecte de l'aprenentatge i de qualsevol altra activitat intel·ligent, pot ser descrit amb la precisió necessària perquè una màquina ho emuli."[3]
- Hipòtesi del sistema de símbols físics de Newell i Simon: "La condició suficient i necessària per generar comportament intel·ligent és un sistema de símbols físics."[4]
- Hipòtesi de la intel·ligència artificial forta (o de la cambra xinesa) de Searle: "Un computador adequadament programat per donar les respostes apropiades a les entrades que rep tindria ment exactament en el mateix sentit que els humans tenen ment."[5]
- Mecanicisme de Hobbes: "Raonar no és altra cosa que calcular."[6]